# Georges Marchais
Georges René Louis Marchais (født 7. juni 1920 i La Hoguette i departementet Calvados i Normandiet, Frankrig, død 16. november 1997 i 10. arrondissement, Paris) var leder af og generalsekretær for det franske kommunistpartiet (PCF) mellem 1972 og 1994.

## Præsidentkandidat i 1981
Marchais stillede op til præsidentvalget i 1981. Han fik 15,35 procent af stemmerne.